# هيروكي ميازاوا
هيروكي ميازاوا (باليابانية: 宮澤 裕樹) (مواليد 28 يونيو 1989)، هو لاعب كرة قدم ياباني سابق كان يلعب كلاعب وسط.

## وصلات خارجية
- هيروكي ميازاوا على موقع رابطة كرة القدم اليابانية للمحترفين (اليابانية)
- هيروكي ميازاوا على موقع قاعدة بيانات كرة القدم.إي يو (الإنجليزية)
- هيروكي ميازاوا على موقع Soccerway.com (الإنجليزية)
- هيروكي ميازاوا على موقع عالم كرة القدم.نت (الإنجليزية)
- هيروكي ميازاوا على موقع كووورة